# Ptychostomum salinum
Ptychostomum salinum là một loài Rêu trong họ Bryaceae. Loài này được (I. Hagen ex Limpr.) J.R. Spence mô tả khoa học đầu tiên năm 2005.